# Büttikovervleerhond
De büttikovervleerhond (Epomops buettikoferi)  is een zoogdier uit de familie van de vleerhonden (Pteropodidae). De wetenschappelijke naam van de soort werd voor het eerst geldig gepubliceerd door Matschie in 1899.